# Synagoge (Zuidlaren)

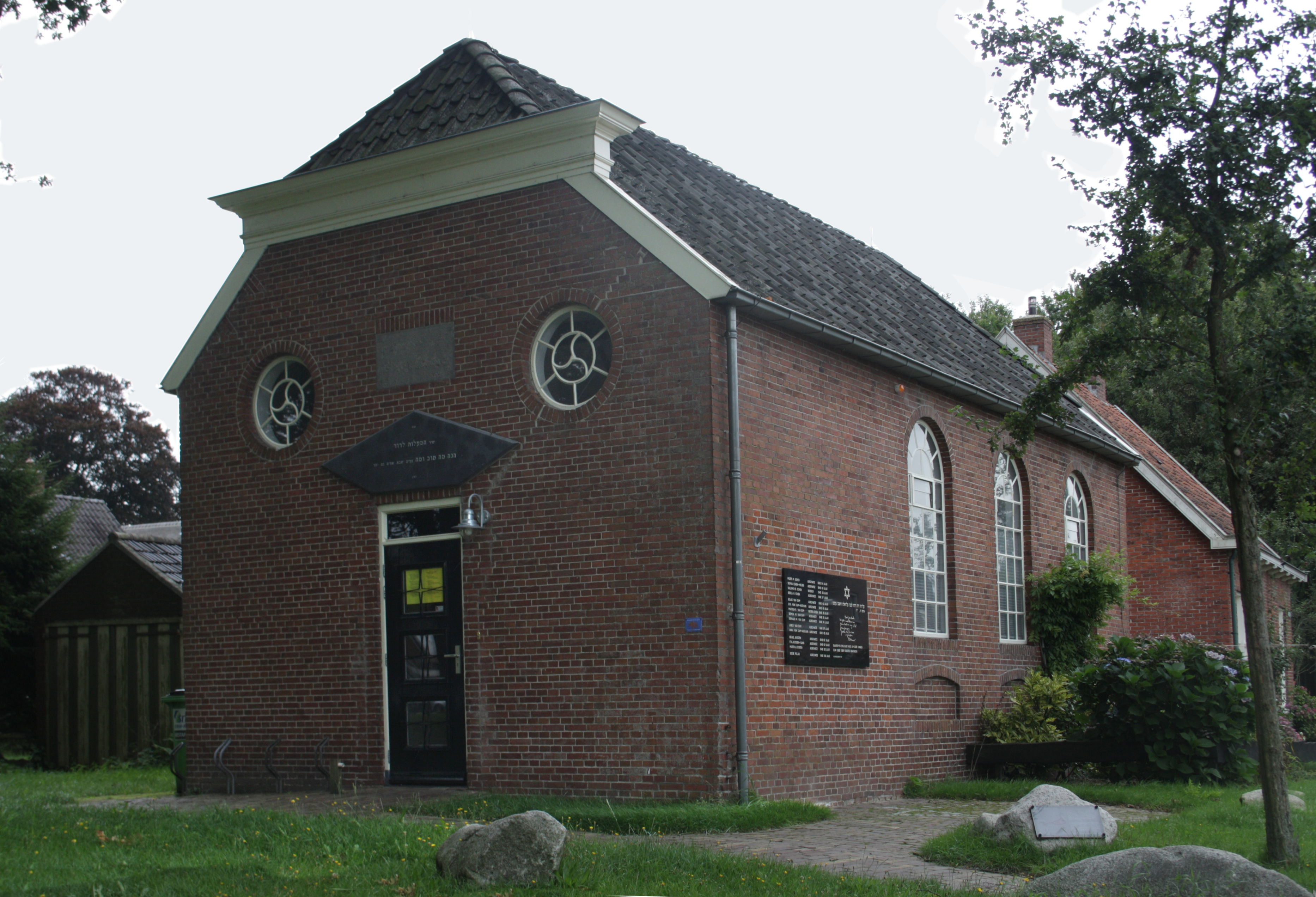
Synagoge in Zuidlaren (2010), an der seitlichen Fassade ist eine Gedenktafel für die ermordeten jüdischen Gemeindemitglieder angebracht

Die Synagoge in Zuidlaren, einem Ortsteil der Gemeinde Tynaarlo in der niederländischen Provinz Drenthe, wurde 1884 errichtet. Die Synagoge an der Zuiderstraat 1 ist als Rijksmonument ein geschütztes Kulturdenkmal.  
Die Jüdische Gemeinde Zuidlaren hatte im Jahr 1899 mit 82 Mitgliedern ihren Höchststand erreicht. Sie wurde 1925 aufgelöst und ihre Mitglieder wurden der jüdischen Gemeinde in Assen eingegliedert. 
Die jüdischen Bürger von Zuidlaren wurden während des Zweiten Weltkriegs von den deutschen Besatzern verfolgt und viele wurden in den Konzentrationslagern ermordet. An sie erinnert eine Gedenktafel an der seitlichen Fassade der Synagoge.
Nach der Schließung der Synagoge wurde das Gebäude für verschiedene Zwecke genutzt. Ein Verein, dem das Synagogengebäude 2005 übertragen wurde, ließ es 2007 renovieren. Die liberale Gemeinde der nördlichen Niederlande benutzt die Synagoge für ihren Gottesdienst.